# Markina
Pour les articles homonymes, voir Marquina (homonymie).
Markina en basque ou Marquina en espagnol est une commune ou une contrée appartenant à la municipalité de Zuia dans la province d'Alava, située dans la Communauté autonome basque en Espagne.

## Personnalités liées
- Martin Ibáñez de Marquina, corsaire au service de l'Espagne y est mort en 1497